# فيكي كايا
فاسيليكي كايا (يوناني: Βασιλική Καγιά ؛ من مواليد 4 يوليو 1978) ، والمعروف أيضًا باسم فيكي كايا عارضة أزياء يونانية، مقدم برامج تلفزيونية، وسيدة أعمال وممثلة، وقد ظهر على أغلفة العديد من مجلات الموضة العالمية مثل فوغ، إسكوير، مدام فيغارو، ماري كلير، وإيلي.

## الروابط الخارجية
- فيكي كايا على موقع IMDb (الإنجليزية)
- فيكي كايا على موقع قاعدة بيانات الفيلم (الإنجليزية)
- فيكي كايا على موقع دليل عارضات الأزياء (الإنجليزية)